# 山姆·米奇
山姆·米奇（Sam Meech，1991年4月4日—）生於英格蘭朴次茅斯，是一名紐西蘭的帆船運動員。曾獲得2016年夏季奧林匹克運動會帆船男子單人小艇雷射型比賽的銅牌。

## 外部連結
- 官方网站
- Sam Meech （页面存档备份，存于） - ISAF